# Маги Лоусън
Маргарет „Маги“ Лоусън (на английски: Maggie Lawson, родена на 12 август 1980 г. в Луисвил, Кентъки) е американска актриса.
Участва е в редица ситкоми, като: „Семейни правила“ (Family Rules), Inside Schwartz, „Всичко е относително“ (It's All Relative) и Crumbs, както и във филма „Нанси Дрю“ (Nancy Drew). През 2000 г. партнира на Джъстин Тимбърлейк в „Модел за подражание“ (Model Behavior). Гостувала е и в няколко други сериала като този на USA Network - „Осмо чувство“ (Psych), като младши детектив Джулиет О'Хара.
От 2006 г. до 2014 г. има връзка с колегата си от „Осмо чувство“ Джеймс Родей.